# Imeneo (Händel)
Imeneo (titolo alternativo: Hymen, HWV 41) è un'opera seria in tre atti di Georg Friedrich Händel. Il libretto in lingua italiana è stato adattato dall'Imeneo di Silvio Stampiglia. Händel aveva iniziato la composizione nel settembre del 1738, ma non la completò fino al 1740. L'opera venne eseguita per la prima volta al Lincoln's Inn Fields di Londra il 22 novembre 1740 ed ebbe una sola replica, il 13 dicembre. Più tard, Händel rivide la partitura e questa versione riveduta fu data a Dublino in forma di concerto il 24 e 31 marzo 1742.

## Storia delle esecuzioni
Charles Jennens, che creò entrambi i libretti di Saul e del Messiah, descrisse Imeneo come "la peggiore di tutte le composizioni di Händel", ma aggiunse "anche se una metà delle arie non sono male".
La prima produzione moderna avvenne alla Opernhaus Halle il 13 marzo 1960, diretta da Horst-Tanu Margraf. Il lavoro fu subito dopo eseguito a Birmingham nel 1961, sotto la direzione di Anthony Lewis. Lewis guidò anche la prima ripresa londinese dell'opera dai tempi di Händel, nel 1972 alla Royal Academy of Music. Lewis ha predisposto una edizione esecutiva dell'opera.

## Ruoli
| Ruolo   | Voce                  | Cast della prima, 22 novembre 1740 |
| ------- | --------------------- | ---------------------------------- |
| Imeneo  | basso                 | William Savage                     |
| Tirinto | mezzosoprano castrato | Giovanni Battista Andreoni         |
| Rosmene | soprano               | Élisabeth Duparc ("La Francesina") |
| Clomiri | soprano               | Miss Edwards                       |
| Argenio | basso                 | Henry Reinhold                     |

## Trama
La scena è "Un piacevole giardino" ad Atene. L'opera si apre col lamento di Tirinto sul suo amore Rosmene, una vergine della dea Cerere, rapita da barbari pirati. Anche il suo confidente Clomiri, è stato rapito. Egli piange col padre di Clomiri, Argenio. All'improvviso vengono a sapere che un coraggioso e forte uomo chiamato Imeneo ha ucciso tutti i pirati mentre dormivano. Tutti gioiscono e Imeneo, insieme al resto del paese ed ai genitori di Rosmene, si aspetta che Rosmene lo sposi, anche se i veri sentimenti della giovane sono per Tirinto. Così Rosmene è presa in un triangolo amoroso dolorosamente imbarazzante. Inoltre Clomiri è innamorata dÇImeneo e lo aiuta a capire che Rosmene è titubante a causa della sua relazione con Tirinto e che lei sta anteponendo la felicità di Tirinto alla propria. Quando Imeneo, che insiste sul fatto che Rosmene è ingrata e Tirinto, che la chiama infedele, la sollecitano a decidere chi sposerà, lei finge una crisi di nervi di fronte a tutti loro. Tirinto sostiene che lei è fuori di testa, ma in aria "Io son quella navicella" Rosmene si paragona ad una nave in tempesta che giunge in porto. Alla fine sposa Imeneo: finalmente ha capito che il vero amore non è così importante come l'onore e il dovere. Rosmene chiede a Tirinto di essere felice per lei. La sua decisione lascia Clomiri e Tirinto in lacrime. Il coro alla fine dell'opera ribadisce che non si deve inchinarsi al proprio desiderio, ma alla ragione; non si bisogna seguire i veri sentimenti e la fedeltà, ma la gratitudine e l'onore.

## Registrazioni
| Compositore            | Opera  | Luogo, Orchestra                          | Direttore d'orchestra | Cantanti                                                                        | Data di Registrazione | Etichetta             |
| ---------------------- | ------ | ----------------------------------------- | --------------------- | ------------------------------------------------------------------------------- | --------------------- | --------------------- |
| Georg Friedrich Händel | Imeneo | Capella Augustina, Cologne Vocal Ensemble | Andreas Spering       | Locky Chung, Siri Thornhill, Ann Hallenberg, Kay Stiefermann, Johanna Stojkovic | 2 febbraio 2004       | cpo - B00011MK5G (CD) |